# Adalbert Smit
Adalbert Smit, també Bertus o Adalberto Smit, (Amsterdam, 21 de febrer de 1897 - 10 de febrer de 1994) va ser un escriptor, esperantista i polític neerlandès, considerat com el primer nacionalsocialista dels Països Baixos.

## Biografia
Als anys 1920 Adalbert Smit era un fervorós propagandista de la llengua auxiliar internacional esperanto, llengua en la que va escriure dos poemaris. Després d'una visita a la Itàlia feixista de Benito Mussolini va tornar convertit en un fervent feixista. De 1929 a 1931 va ser molt actiu al moviment d'extrema dreta De Bezem (L'Escombra) d'Alfred Haighton, del qual més tard seria expulsat.
El 16 de desembre de 1931 va ser un dels fundadors del partit nacionalsocialista Nationaal-Socialistische Nederlandsche Arbeiderspartij (NSNAP), juntament amb Ernst Herman van Rappard. El 1932, Smit va deixar el partit a causa del seu desacord amb les idees de Rappard segons les quals Holanda havia de ser una província d'Alemanya. Va mantenir, però, la seva col·laboració a la revista Het Hakenkruis (L'Esvàstica). A partir de llavors tornarà a col·laborar amb Haighton.
D'aquesta època, el periodista Teo Jung recorda a la seva biografia una anècdota sobre Adalbert Smit. Segons Jung, Smit va aparèixer a un congrés esperantista a Düsseldorf, organitzat per la Rejnlanda-Vestfalia Esperanto-Ligo, vestit en l'uniforme negre de la tropa d'elit del partit nazi amb una cinta taronja al braç. Es va presentar com el fundador i un dels líders del partit laborista nacionalsocialista holandés. Allà va manifestar que "l'esperanto i el nacisocialisme podien molt bé anar de la mà".
Després de la Nit dels Ganivets Llargs, Smit es va allunyar del nacionalsocialisme i el 1936 va escriure un pamflet contra Hitler. A causa d'aquest pamflet, va ser detingut i va passar un breu període a la presó. Després de la invasió d'Holanda per part de les tropes de Hitler, tornaria a ser detingut i enviat a la presó, passant gran part de la Segona Guerra Mundial a diversos camps de concentració.
Després de la guerra va ser un fotògraf i dissenyador, fent servir el nom d'Adalbet Smit van Outvorst i també Bob van Outvorst (van Outvorst era el cognom de la seva mare).
Pel que fa a la seva dimensió com a escriptor, Adalbert Smit és autor de diversos poemes originals en esperanto de diversa temàtica, incloent-hi els viatges, l'amor i l'esperanto. La majoria són poemes curts amb una mètrica molt regular.

## Obres
- Fajreroj (poemari), 1927
- Roseroj (Les gotes de rosada. Una segona col·lecció de poemes), 1930 (N.V. Joh. Ykema's UITG.-MIJ, La Haia, Holanda), reeditat el 1997
- Führung, de doden klagen u aan! (pamflet contra Hitler), 1936